# Morbitzer Nándor
Morbitzer Nándor, teljes nevén Morbitzer Nándor Mátyás (Budapest, 1878. február 5. – Budapest, 1950. június 1.) építészmérnök, építőmester (a Mérnöki Kamara tagja, törvényszéki hites szakértő, volt székesfővárosi törvényhatósági bizottsági tag), Morbitzer Dezső kertészmérnök testvére.

## Életpályája
Morbitzer Mátyás és Taronne Ilona (1850–1927) fiaként született. Tanulmányainak befejezése után 1899-ben, néhai Czigler Győző műegyetemi tanár műépítész irodájában dolgozott, majd mesterének halála után önálló tervezőirodát nyitott.
Az első világháború alatt a pénzügyminisztériumban az építkezési osztályt vezette. A székesfőváros törvényhatósági bizottságának több cikluson át tagja volt, a Mérnöki Kamara és számos tudományos, valamint társadalmi egyesület tagja. A Thék Endre Butor- és Zongoragyár r.-t. ügyvezető igazgatója.
Számos alkotása Vas Józseffel való együttműködésben, Kiskunfélegyházán valósult meg. Ezek közül kiemelkedik a városháza.
Felesége Udvardy Mária volt, Udvardy Ferenc és Pfeifer Janka lánya, akivel 1899. november 25-én Budapesten, a Józsefvárosban kötött házasságot. Gyermekük Morbitzer Andor.

## Ismert épületei
- 1901: Erzsébet királyné-szanatórium, Budakeszi (Czigler Győzővel és Korb Flórissal)[5][6]
- 1905: elemi iskola, Kiskunfélegyháza[7]
- 1906–1908: Constantinum leánynevelőintézet, Kiskunfélegyháza, Petőfi Sándor u. 2. (Vas Józseffel, bővítés: 1916)[6][7][8]
- 1906–1911: Városháza, Kiskunfélegyháza, Kossuth u. 1. (kivitel: 1909–1911)[6][7][8][9][10]
- 1909: Községi Takarékpénztár, Kiskunfélegyháza[7]
- 1909–1910: kislakásos bérház, Budapest, Berzenczey[11] (ma: Hegedüs Gyula) u. 90. (Bárczy István kislakás- és iskolaépítési programja keretében épült)[6][12][13][14]
- 1910: Bányai-ház, Kiskunfélegyháza, Kossuth Lajos u. 12. (Vas Józseffel)[8]
- 1911: Kultúrpalota, Kiskunfélegyháza[7]
- 1911: Weisz Samu bérháza, 1096 Budapest, Thaly Kálmán utca 50.[15]
- 1912–1913: Első Kiskunfélegyházi Kenyérgyár, Kiskunfélegyháza, Kilián u. 3. (elpusztult)[7][8]
- 1914: Közvágóhíd, Kiskunfélegyháza[6][7]
- ?: Színház és szálloda, Léva, Fő tér[6][8]
- ?: városi bérház, Kiskunfélegyháza
- ?: Székesfővárosi sertésvágóhíd bél- és zsirfeldolgozó épületei, Budapest, Gubacsi út 6/a-b.

### Kivitelezései
Mint építőmester-vállalkozó ő végezte a székesfővárosi sertésbizományi és állatvásárpénztár épületét, a székesfőváros Rozgonyi utcai háromemeletes kislakásos bérházát a „NyUKOSz Otthon" szövetkezet háromemeletes lakóépületét, a székesfőváros kenesei üdülőtelep gazdasági épületeit, a Weisz Ármin fogaskerékgyár vasbeton műhely építését, a székesfővárosi Üllői uti elemi iskola építését, ezenkívül több fővárosi és vidéki bérház és családi ház kivitelezését.
Nevéhez fűződik a kiskunfélegyházai Sarlós Boldogasszony-templom renoválása.

### Tervben maradt épületei
- 1900: Klotild-telep kaszinója, Piliscsaba (II. díj)[8]
- 1908: Közgazdasági Takarékpénztár, Kiskunfélegyháza[16]
- 1917: József Fiúárvaház, Budapest[17]
- ?: Községház, Kiskunmajsa (II. díj)

## Képtár

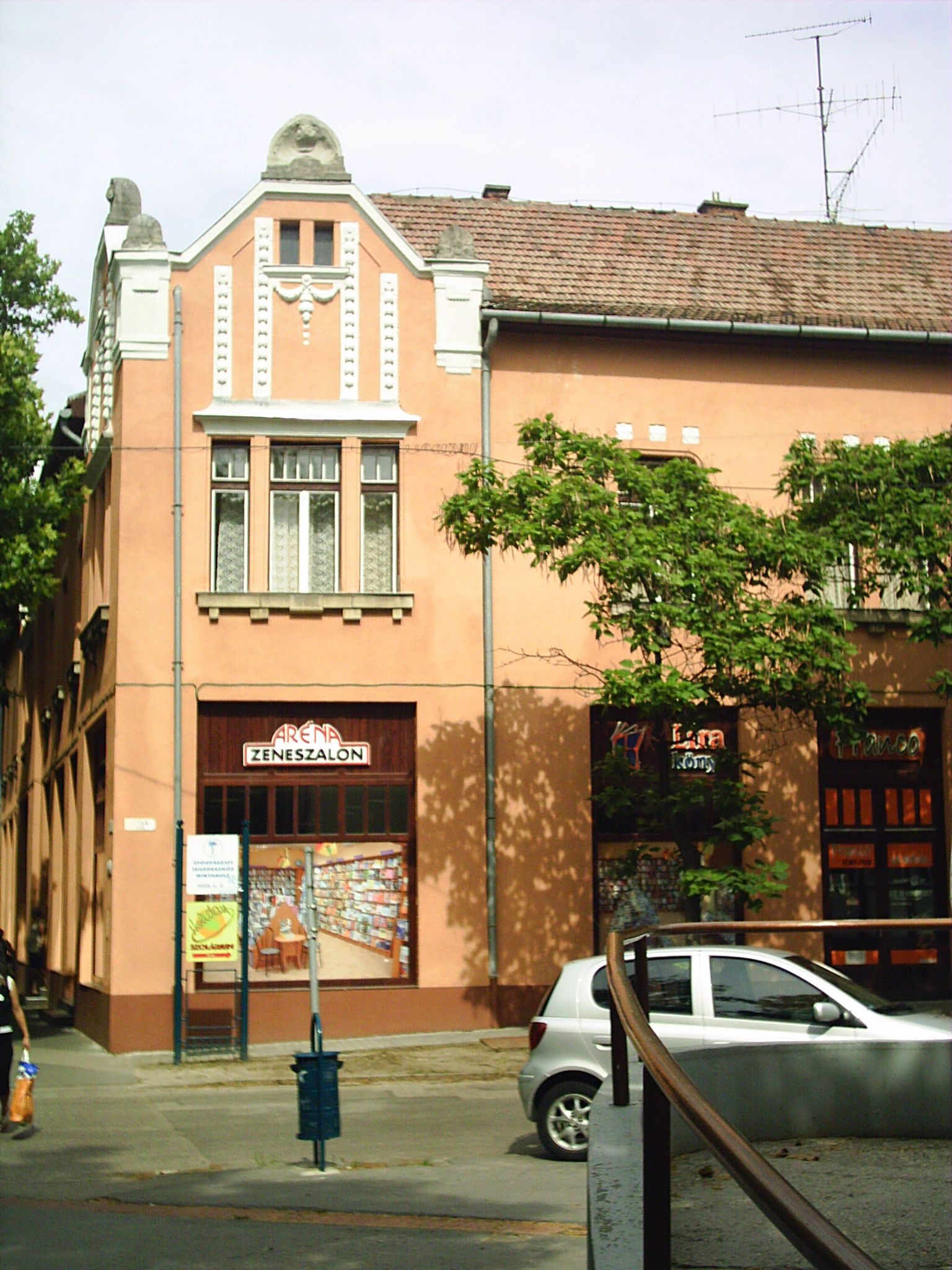
Bányai-ház, Kiskunfélegyháza (részlet)
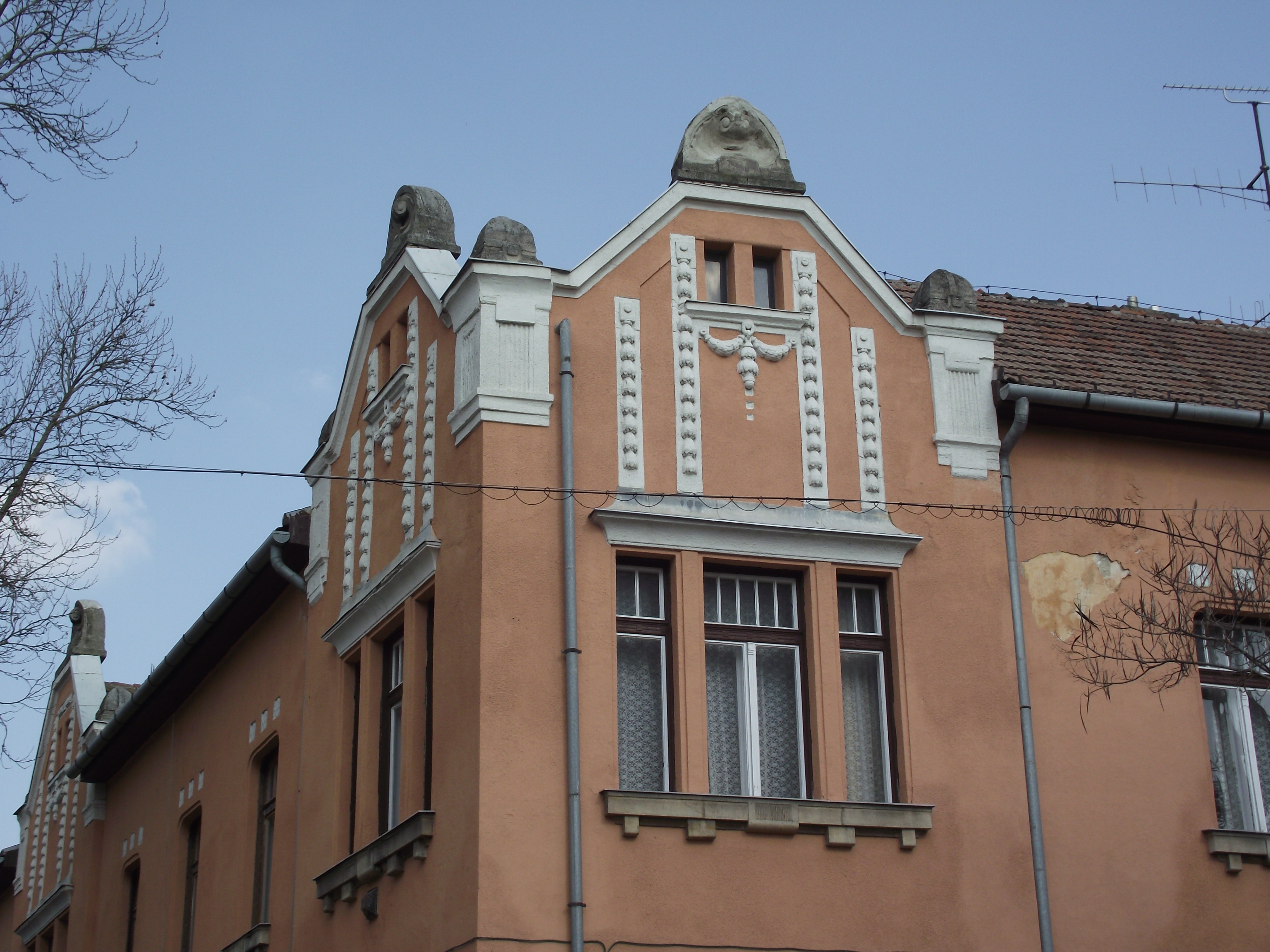
Bányai-ház, Kiskunfélegyháza (részlet)
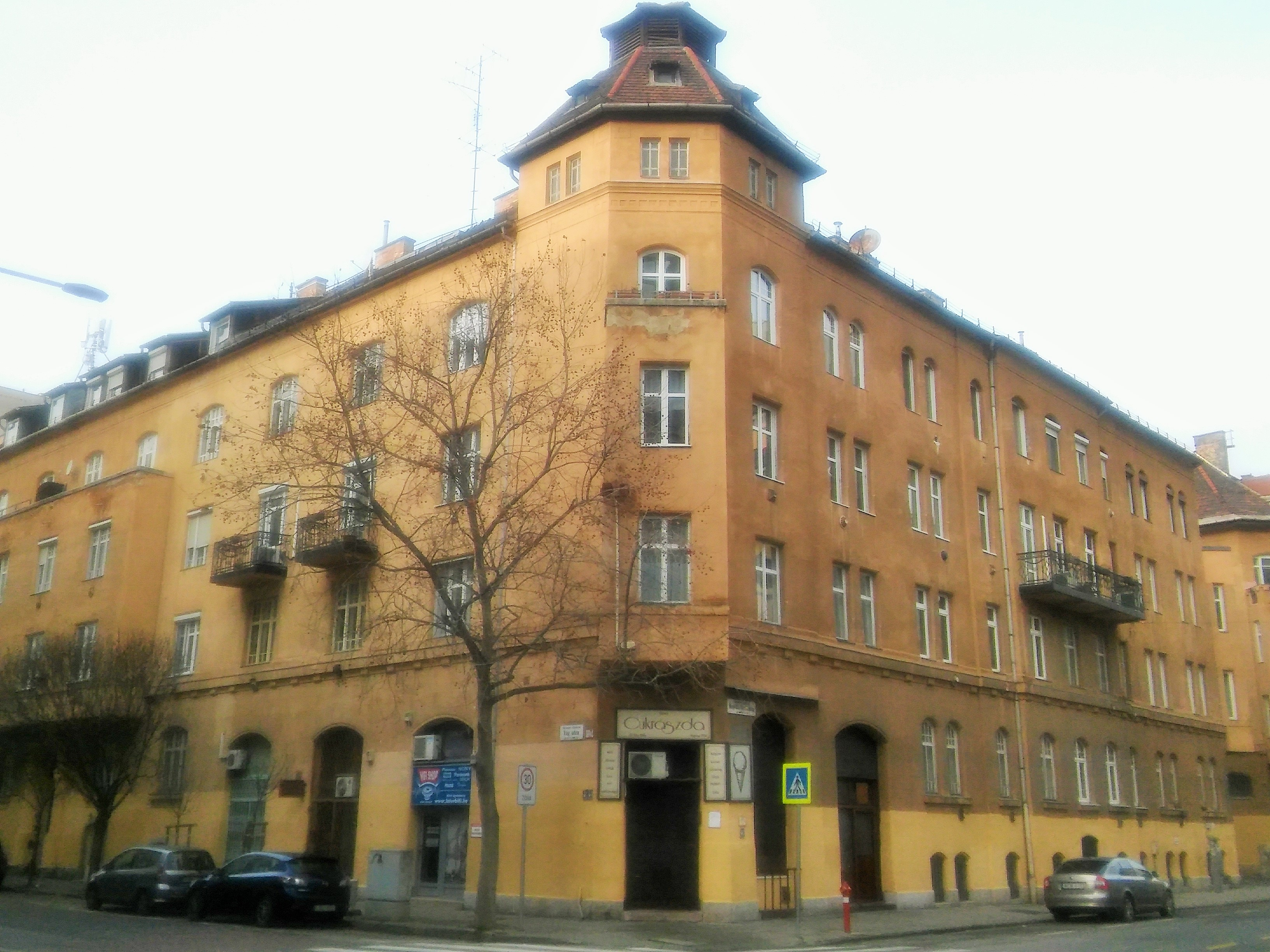
Székesfővárosi_kislakásos_bérház
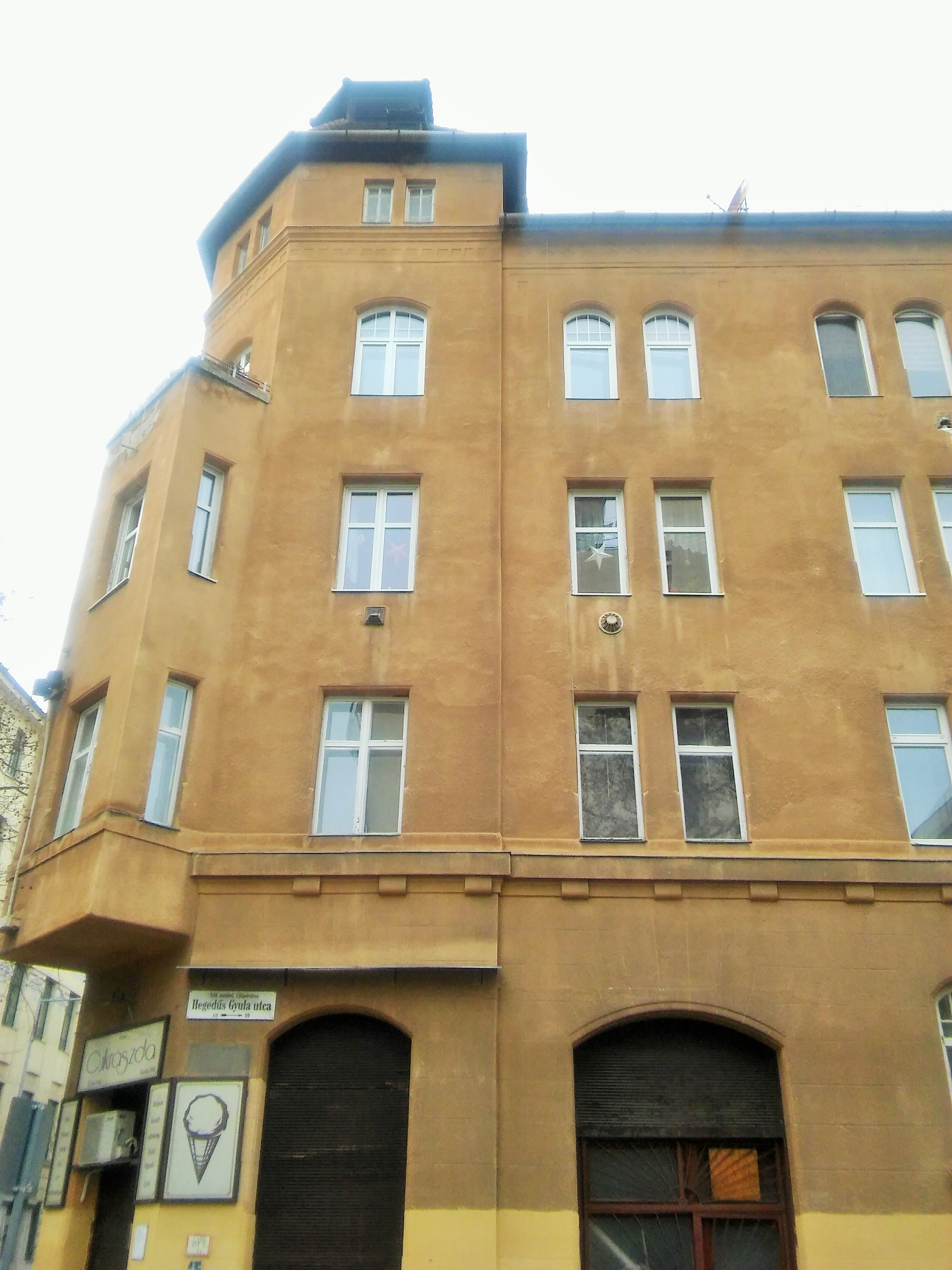
Székesfővárosi_kislakásos_bérház (részlet)
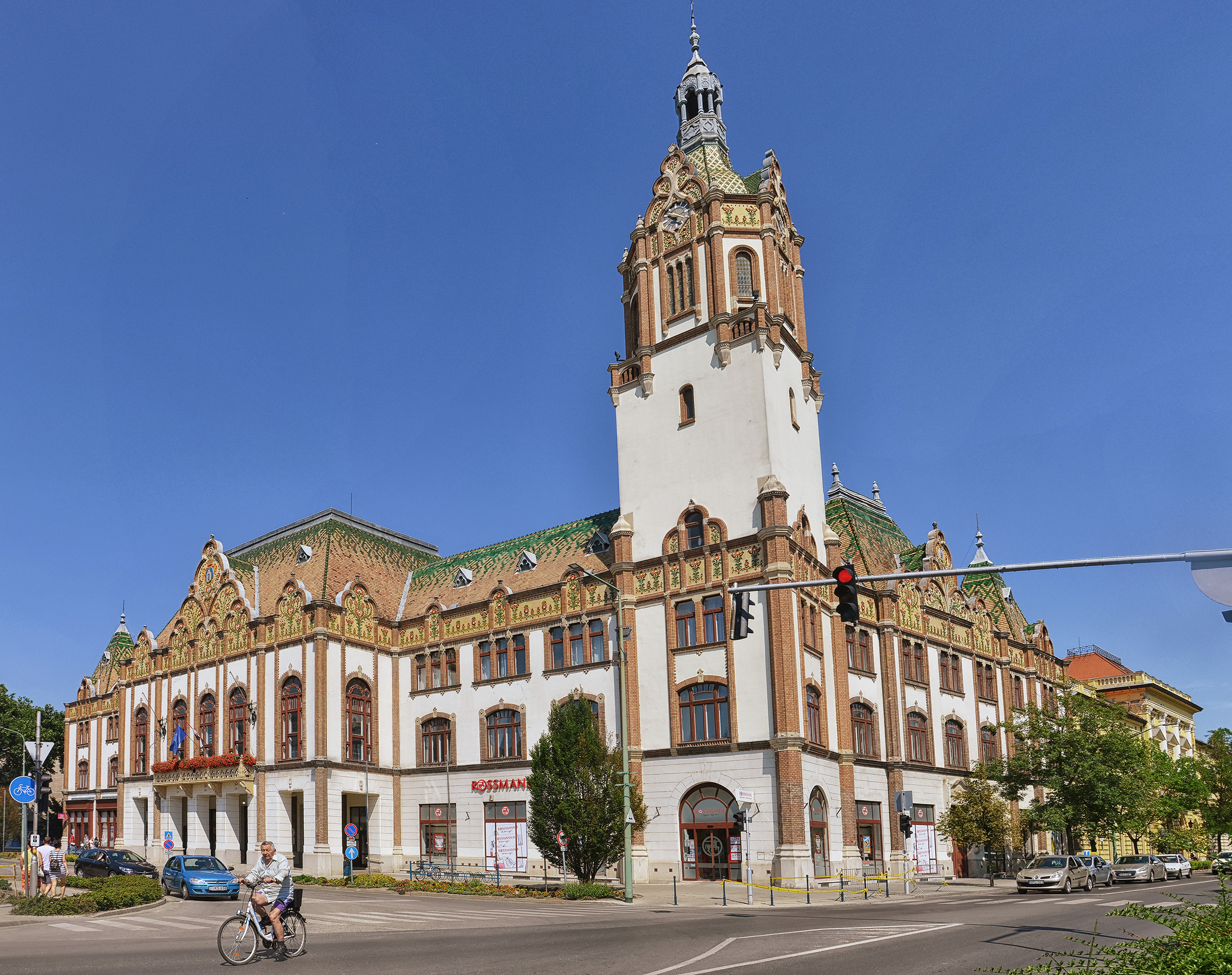
Városháza, Kiskunfélegyháza
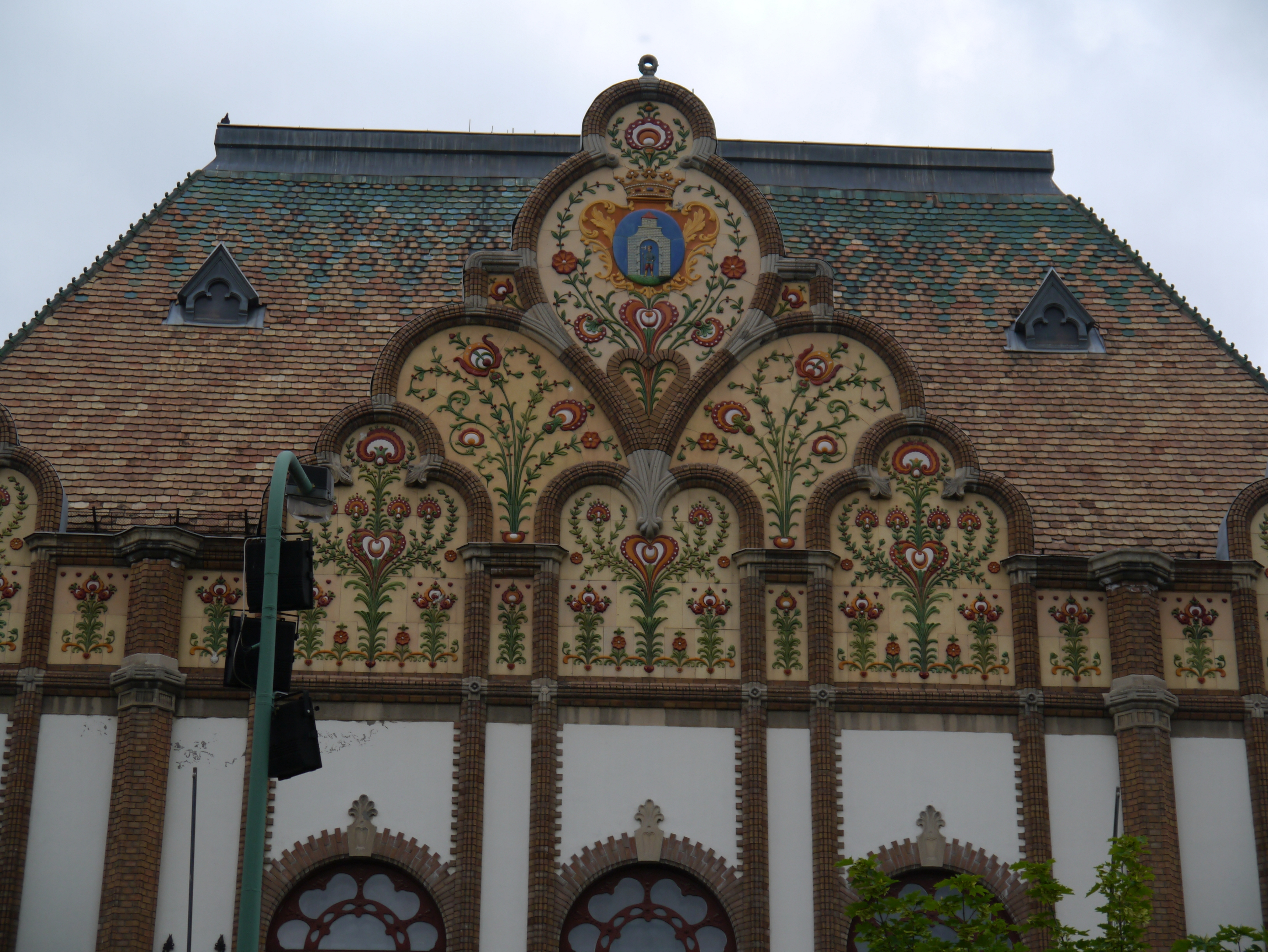
Városháza, Kiskunfélegyháza (részlet)
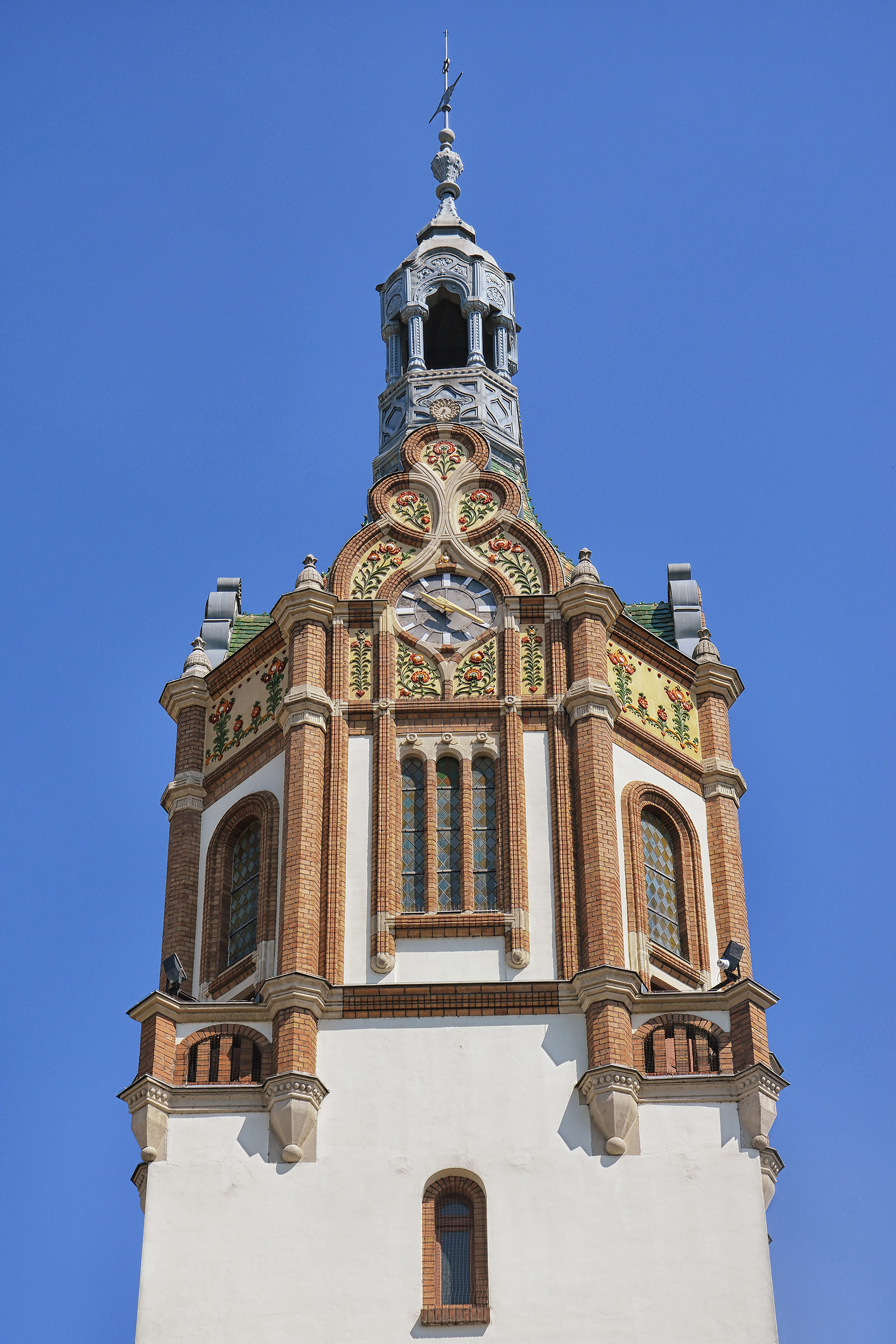
Városháza, Kiskunfélegyháza (részlet)
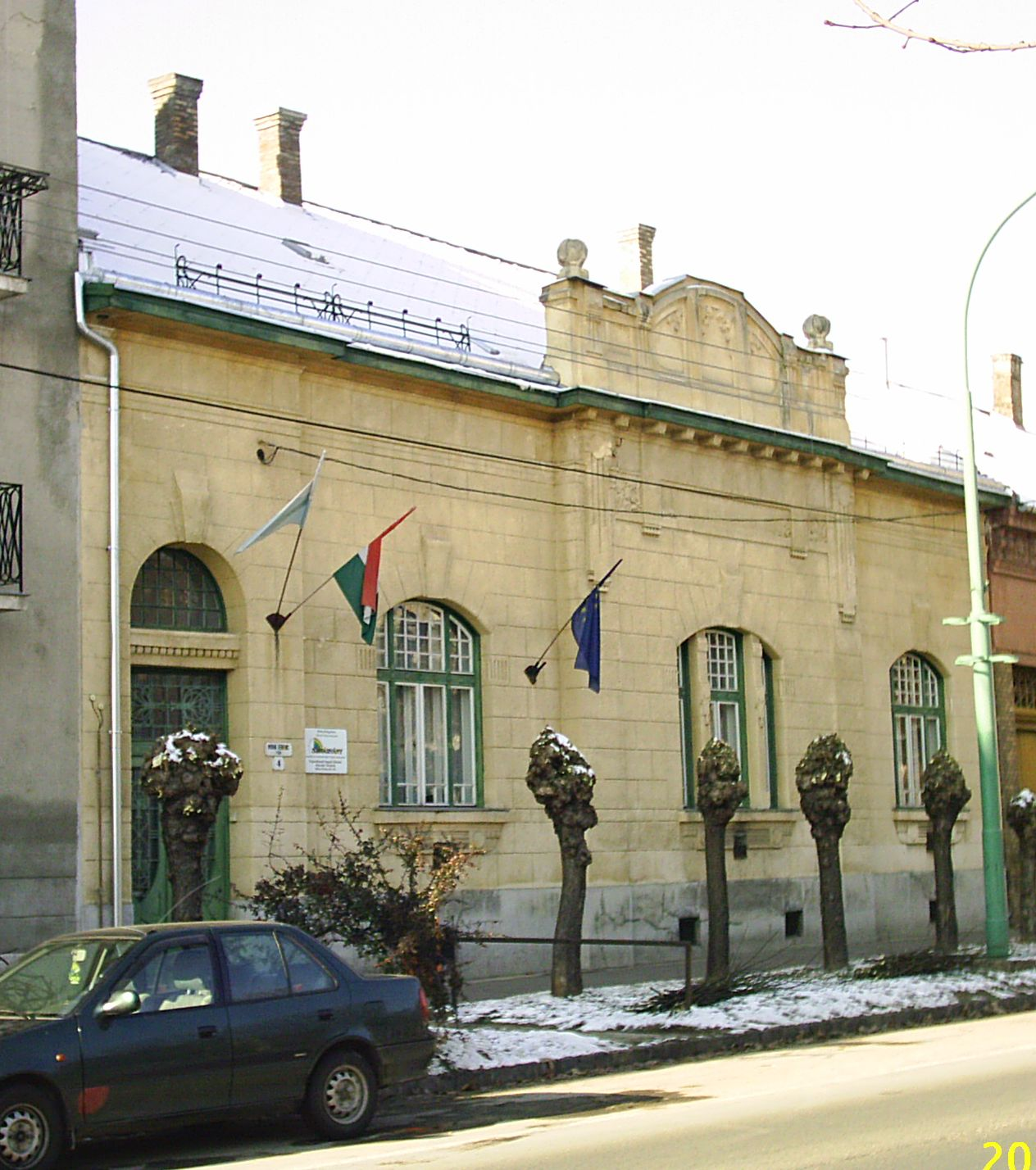
Táby József-féle ház
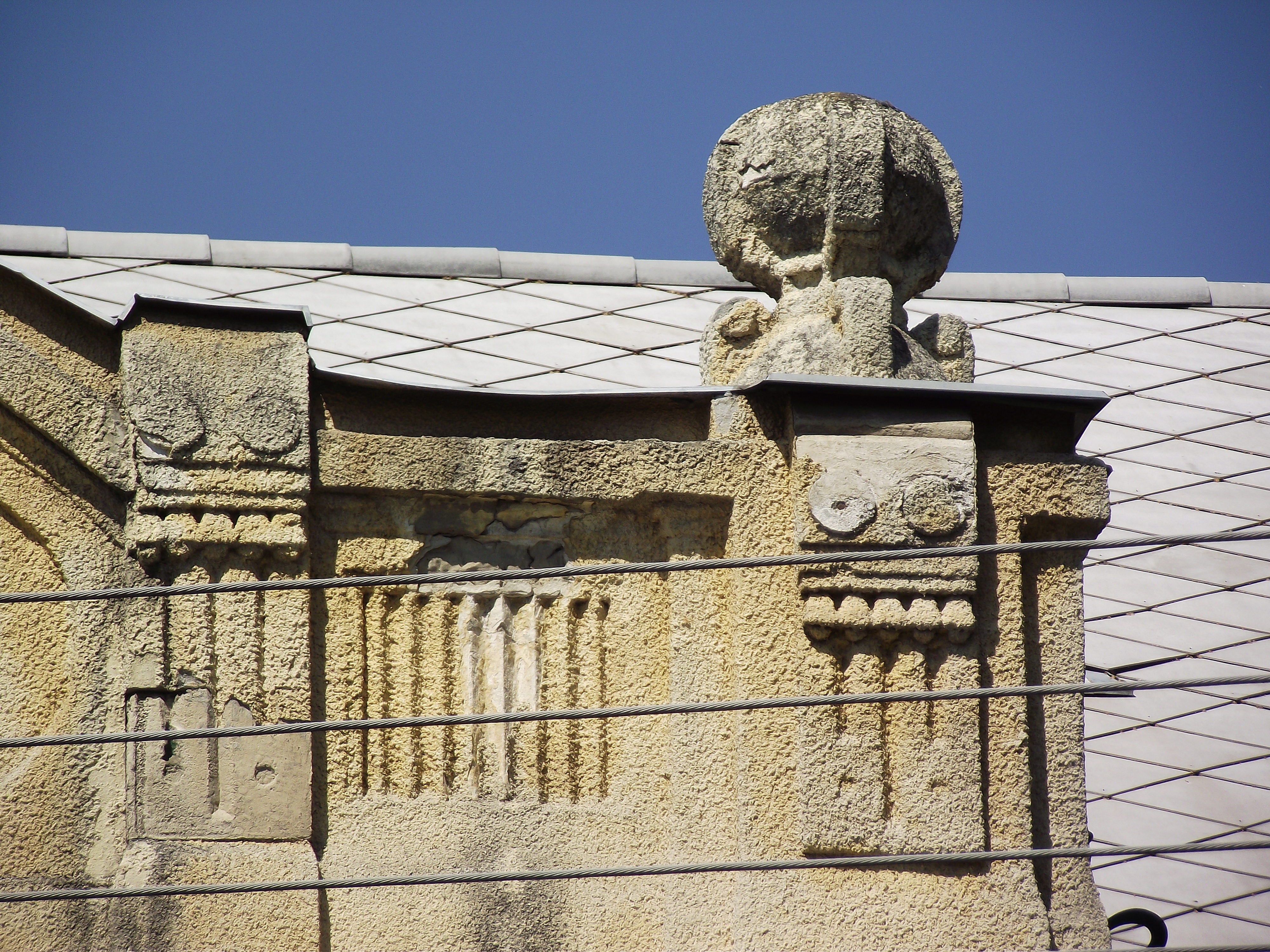
Táby József-féle ház (részlet)
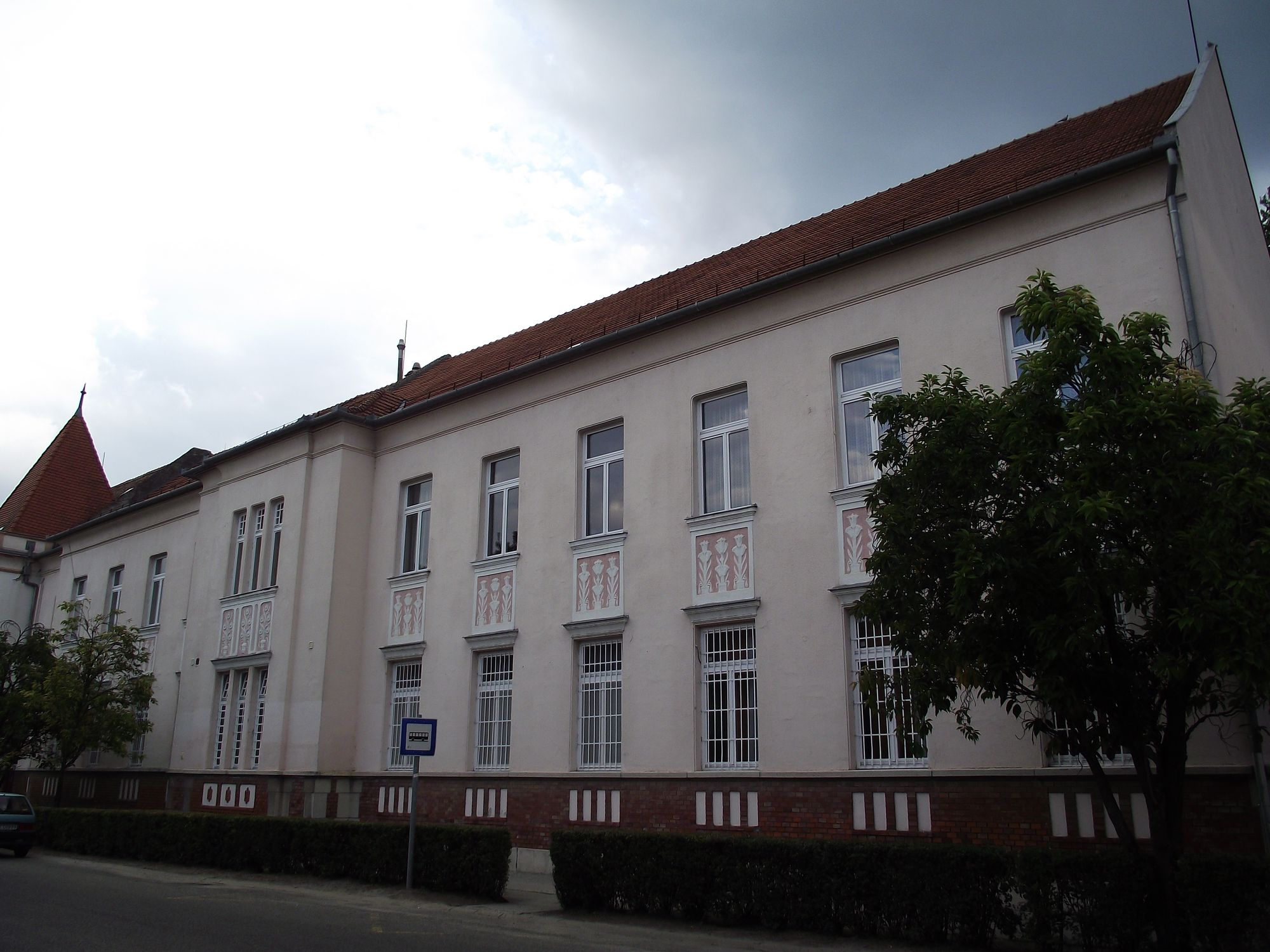
Constantinum, Kiskunfélegyháza
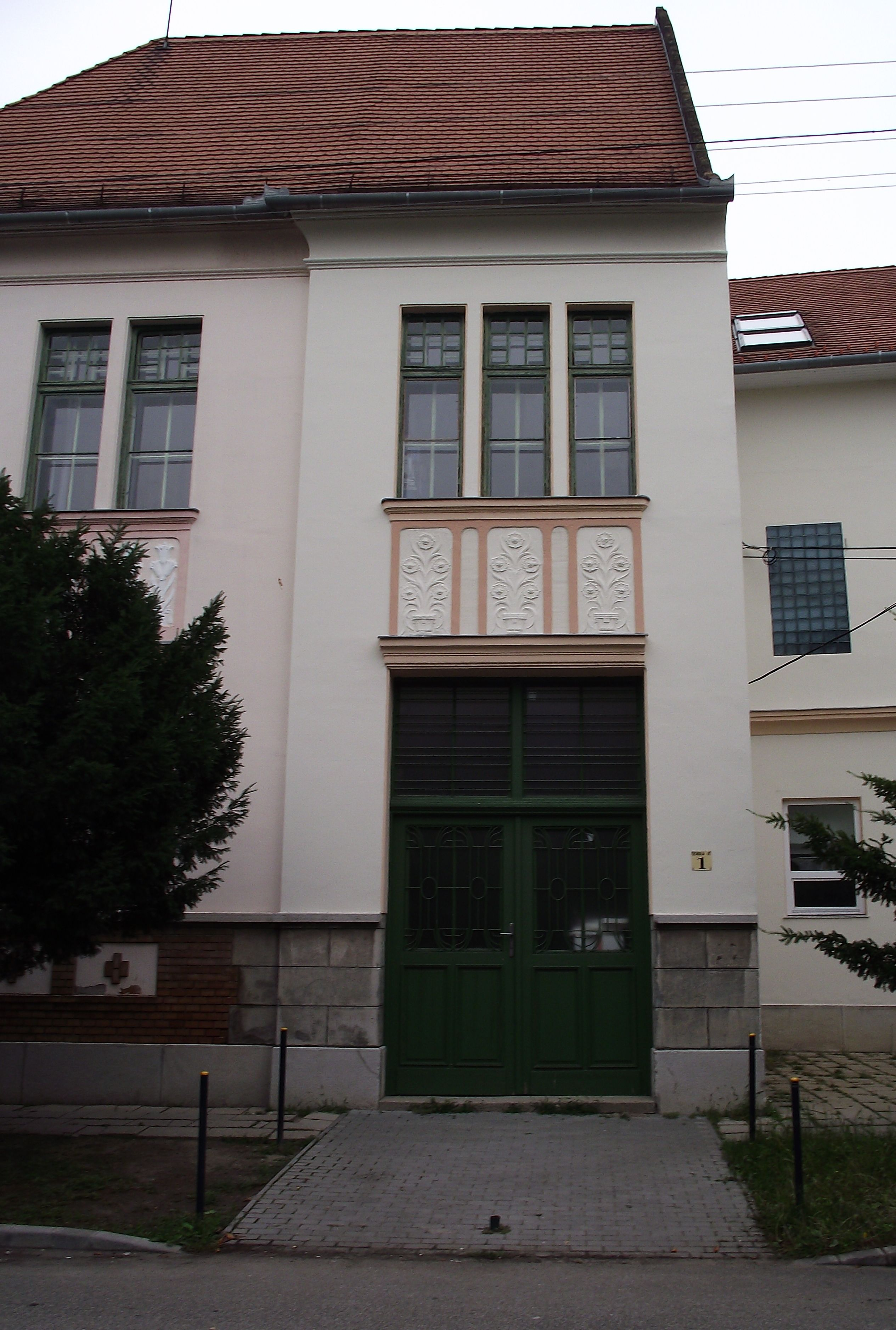
Constantinum, Kiskunfélegyháza (részlet)